# 船谷川
船谷川（ふなたにがわ）は、徳島県那賀郡那賀町を流れる那賀川水系の河川である。

## 地理
那賀郡那賀町（旧木頭村）の水源から木頭村を経て那賀川に合流する。流域には御朱印谷山（1,218m）等の山々が聳えている。

## 名所
- 国道195号
- 御朱印谷山

## 流域の自治体
徳島県
那賀郡那賀町